# 장성우 (쇼트트랙 선수)
장성우(2002년 3월 19일~)는 대한민국의 쇼트트랙 선수이다.

## 경력
장성우는 2002년 대구광역시 수성구의 지산동에서 장진현과 한성희 부부의 1남 1녀 중 장남으로 태어났다. 5살때 아버지를 따라 빙상장을 방문하면서 스케이트에 입문했다.
대구용지초등학교 2학년 때 쇼트트랙 선수 생활을 시작했으며 오성중학교를 졸업한 후 경신고등학교로 진학했다. 경신고 재학 시절에 대한민국 유스 국가대표로 발탁되었고 2020년 1월 스위스 로잔에서 열린 2020년 동계 청소년 올림픽에 참가했다. 그는 이 대회에서 1000m 금메달, 500m 은메달, 계주 은메달을 획득했다.
2022년에 대한민국 국가대표팀에 합류했으며 12월 카자흐스탄 알마티에서 열린 3차 월드컵에 참가했다. 그는 이 대회 500m 종목에서 대표팀 동료인 김태성과 카자흐스탄의 데니스 니키샤의 뒤를 이어 동메달을 획득했다.